# Clematis tsaii
Clematis tsaii är en ranunkelväxtart som beskrevs av Wen Tsai Wang. Clematis tsaii ingår i släktet klematisar, och familjen ranunkelväxter. Inga underarter finns listade i Catalogue of Life.